# دومينغو ماتشادو
دومينغو ماتشادو (بالبرتغالية: Aníbal Machado‏) هو كاتب ولاعب كرة قدم برازيلي، ولد في 9 ديسمبر 1884 في صبارا في البرازيل، وتوفي في 20 يناير 1964 في ريو دي جانيرو في البرازيل. لعب مع أتلتيكو مينييرو.

## وصلات خارجية
- دومينغو ماتشادو على موقع IMDb (الإنجليزية)
- دومينغو ماتشادو على موقع قاعدة بيانات الفيلم (الإنجليزية)